# Marek Seweryn
Marek Seweryn (ur. 17 października 1957 w Szopienicach) – polski sztangista, brązowy medalista olimpijski, czterokrotny medalista mistrzostw świata, dwukrotny medalista mistrzostw Europy, wielokrotny medalista mistrzostw Polski.

## Kariera
Pierwszy sukces w karierze osiągnął w 1978 roku, kiedy podczas mistrzostw świata w Gettysburgu zdobył srebrny medal w wadze koguciej. W zawodach tych wyprzedził go jedynie Kanybiek Osmonalijew z ZSRR. Największy sukces osiągnął na mistrzostwach świata w Salonikach w 1979 roku, gdzie z wynikiem 282,5 kg zwyciężył w wadze piórkowej. Na rozgrywanych rok później igrzyskach olimpijskich w Moskwie wywalczył brązowy medal w wadze piórkowej (60 kg) z wynikiem 282,5 kg (127,5 kg + 155 kg). Wywalczył także brązowy medal na mistrzostwach świata w Sofii w 1986 roku, plasując się za dwoma reprezentantami Bułgarii: Michaiłem Petrowem i Stefanem Topurowem. Startował również na igrzyskach w Seulu w 1988 roku, gdzie w wadze lekkiej z wynikiem 317,5 kg (145 kg + 172,5 kg) uplasował się na czwartym miejscu. Walkę o podium przegrał tam z Chińczykiem Li Jinhe.
W 1983 roku ustanowił rekord świata w rwaniu – 138 kg. Ponadto zdobył między innymi mistrzostwo Europy w 1978 roku oraz dwa medale mistrzostw Europy juniorów: srebrny w 1975 roku i brązowy rok później. Ośmiokrotnie zdobywał mistrzostwo Polski, w latach 1983, 1985-1987, 1989-1992.
Odznaczony dwukrotnie złotym i dwukrotnie srebrnym Medalem za Wybitne Osiągnięcia Sportowe.
W latach 1970–1985 reprezentował klub sportowy HKS Szopienice z Katowic. W latach 1986–1994 reprezentował klub KKS Śląsk Tarnowskie Góry.
Ma syna Bartłomieja. Mieszka w USA.